# Államok vezetőinek listája 1957-ben
Ezen az oldalon az 1957-ben fennálló államok vezetőinek névsora olvasható földrészek, majd országok szerinti bontásban.

## Európa
- Albánia (népköztársaság)
  - A kommunista párt főtitkára – Enver Hoxha (1944–1985)
  - Államfő – Haxhi Lleshi (1953–1982), lista
  - Kormányfő – Mehmet Shehu (1954–1981), lista
- Andorra (parlamentáris társhercegség)
  - Társhercegek
    - Francia társherceg – René Coty (1954–1959), lista
    - Episzkopális társherceg – Ramon Iglesias i Navarri (1943–1969), lista
- Ausztria (szövetségi köztársaság)
  - Államfő – 
    1. Theodor Körner (1951–1957)
    2. Julius Raab (1957), ügyvivő
    3. Adolf Schärf (1957–1965), lista

  - Kancellár – Julius Raab (1953–1961), szövetségi kancellár lista
- Belgium (parlamentáris monarchia)
  - Uralkodó – I. Baldvin király (1951–1993)
  - Kormányfő – Achille Van Acker (1954–1958), lista
- Bulgária (népköztársaság)
  - A kommunista párt vezetője – Todor Zsivkov (1954–1989), a Bolgár Kommunista Párt főtitkára
  - Államfő – Georgi Damianov (1950–1958), lista
  - Kormányfő – Anton Jugov (1956–1962), lista
- Csehszlovákia (népköztársaság)
  - A kommunista párt vezetője – Antonín Novotný (1953–1968), a Csehszlovák Kommunista Párt főtitkára
  - Államfő – 
    1. Antonín Zápotocký (1953–1957)
    2. Viliam Široký (1957), ügyvivő
    3. Antonín Novotný (1957–1968), lista

  - Kormányfő – Viliam Široký (1953–1963), lista
- Dánia (parlamentáris monarchia)
  - Uralkodó – IX. Frigyes király (1947–1972)
  - Kormányfő – H. C. Hansen (1955–1960), lista
  -  Feröer
    - Kormányfő – Kristian Djurhuus (1950–1959), lista
- Egyesült Királyság (parlamentáris monarchia)
  - Uralkodó – II. Erzsébet Nagy-Britannia királynője (1952–2022)
  - Kormányfő – 
    1. Sir Anthony Eden (1955–1957)
    2. Harold Macmillan (1957–1963), lista
- Finnország (köztársaság)
  - Államfő – Urho Kekkonen (1956–1981), lista
  - Kormányfő – 
    1. Karl-August Fagerholm (1956–1957)
    2. V. J. Sukselainen (1957)
    3. Rainer von Fieandt (1957–1958), lista

  -  Åland – 
    - Kormányfő – Hugo Johansson (1955–1967)
- Franciaország (köztársaság)
  - Államfő – René Coty (1954–1959), lista
  - Kormányfő – 
    1. Guy Mollet (1956–1957)
    2. Maurice Bourgès-Maunoury (1957)
    3. Félix Gaillard (1957–1958), lista
- Görögország (monarchia)
  - Uralkodó – Pál király (1947–1964)
  - Kormányfő – Konsztantinosz Karamanlisz (1955–1958), lista
- Hollandia (parlamentáris monarchia)
  - Uralkodó – Julianna királynő (1948–1980)
  - Miniszterelnök – Willem Drees (1948–1958), lista
- Izland (köztársaság)
  - Államfő – Ásgeir Ásgeirsson (1952–1968), lista
  - Kormányfő – Hermann Jónasson (1956–1958), lista
- Írország (köztársaság)
  - Államfő – Seán T. O'Kelly (1945–1959), lista
  - Kormányfő – 
    1. John A. Costello (1954–1957)
    2. Éamon de Valera (1957–1959), lista
- Jugoszlávia (népköztársaság)
  - A kommunista párt vezetője – Josip Broz Tito (1936–1980), a Jugoszláv Kommunista Liga Elnökségének elnöke
  - Államfő – Josip Broz Tito (1953–1980), Jugoszlávia Elnöksége elnöke, lista
  - Kormányfő – Josip Broz Tito (1943–1963), lista
- Lengyelország (népköztársaság)
  - A kommunista párt vezetője – Władysław Gomułka (1956–1970), a Lengyel Egyesült Munkáspárt KB első titkára
  - Államfő – Aleksander Zawadzki (1952–1964), lista
  - Kormányfő – Józef Cyrankiewicz (1954–1970), lista
- Liechtenstein
  - Uralkodó – II. Ferenc József herceg (1938–1989)
  - Kormányfő – Alexander Frick (1945–1962), lista
- Luxemburg (parlamentáris monarchia)
  - Uralkodó – Sarolta nagyherceg (1919–1964)[1]
  - Kormányfő – Joseph Bech (1953–1958), lista
- Magyarország (népköztársaság)
  - A kommunista párt vezetője – Kádár János (1956–1988), a Magyar Szocialista Munkáspárt első titkára
  - Államfő – Dobi István (1952–1967), az Elnöki Tanács elnöke, lista
  - Kormányfő – Kádár János (1956–1958), a Forradalmi Munkás-Paraszt Kormány vezetője, lista
- Monaco
  - Uralkodó – III. Rainier herceg (1949–2005)
  - Államminiszter – Henry Soum (1953–1959), lista
- NDK (Német Demokratikus Köztársaság) (népköztársaság)
  - A kommunista párt vezetője – Walter Ulbricht (1950–1971), a Német Szocialista Egységpárt főtitkára
  - Államfő – Wilhelm Pieck (1949–1960), az NDK Államtanácsának elnöke
  - Kormányfő – Otto Grotewohl (1949–1964), az NDK Minisztertanácsának elnöke
- NSZK (Német Szövetségi Köztársaság) (szövetségi köztársaság)
  - Államfő – Theodor Heuss (1949–1959), lista
  - Kancellár – Konrad Adenauer (1949–1963), lista
- Norvégia (parlamentáris monarchia)
  - Uralkodó – 
    1. VII. Haakon király (1905–1957)
    2. V. Olaf király (1957–1991)

  - Kormányfő – Einar Gerhardsen (1955–1963), lista
- Olaszország (köztársaság)
  - Államfő – Giovanni Gronchi (1955–1962), lista
  - Kormányfő – 
    1. Antonio Segni (1955–1957)
    2. Adone Zoli (1957–1958), lista
- Portugália (köztársaság)
  - Államfő – Francisco Craveiro Lopes (1951–1958), lista
  - Kormányfő – António de Oliveira Salazar (1933–1968), lista
- Románia (népköztársaság)
  - A kommunista párt vezetője – Gheorghe Gheorghiu-Dej (1955–1965), a Román Kommunista Párt főtitkára
  - Államfő – Petru Groza (1952–1958), lista
  - Kormányfő – Chivu Stoica (1955–1961), lista
- San Marino (köztársaság)
  - San Marino régenskapitányai:
    1. Mariano Ceccoli és Eugenio Bernardini (1956–1957)
    2. Giordano Giacomini és Primo Marani (1957)
    3. Federico Bigi + Alvaro Casali + Pietro Giancecchi + Zaccaria Giovanni Savoretti (1957), San Marino átmeneti kormánya
    4. Marino Valdes Franciosi és Federico Micheloni (1957–1958), régenskapitányok
- Spanyolország (totalitárius állam)
  - Államfő – Francisco Franco (1936–1975)
  - Kormányfő – Francisco Franco (1938–1973), lista
- Svájc (konföderáció)
  - Szövetségi Tanács:[2]
Philipp Etter (1934–1959), Max Petitpierre (1944–1961), Markus Feldmann (1951–1958), Hans Streuli (1953–1959), elnök, Paul Chaudet (1954–1966), Giuseppe Lepori (1954–1959), Thomas Holenstein (1955–1959)
- Svédország (parlamentáris monarchia)
  - Uralkodó – VI. Gusztáv Adolf király (1950–1973)
  - Kormányfő – Tage Erlander (1946–1969), lista
- Szovjetunió (szövetségi népköztársaság)
  - A kommunista párt vezetője – Nyikita Hruscsov (1953–1964), a Szovjetunió Kommunista Pártjának főtitkára
  - Államfő – Kliment Vorosilov (1953–1960), lista
  - Kormányfő – Nyikolaj Bulganyin (1955–1958), lista
- Vatikán (abszolút monarchia)
  - Uralkodó – XII. Piusz pápa (1939–1958)
  - Államtitkár – Nicola Canali bíboros (1939–1961), lista
  - Apostoli Szentszék – Domenico Tardini bíboros (1952–1961), lista

## Afrika
- Dél-afrikai Unió (monarchia)
  - Uralkodó – II. Erzsébet Dél-Afrika királynője (1952–1961)
  - Főkormányzó – Ernest George Jansen (1951–1959), lista
  - Kormányfő – Johannes Gerhardus Strijdom (1954–1958), lista
- Egyiptom (köztársaság)
  - Államfő - Gamal Abden-Nasszer (1954–1970),[3] lista
  - Kormányfő - Gamal Abden-Nasszer (1954–1962),[4] lista
- Etiópia (monarchia)
  - Uralkodó – Hailé Szelasszié császár (1930–1974)[5]
  - Miniszterelnök – 
    1. Makonnen Endelkacsu (1942–1957)
    2. Abebe Aregai (1957–1960), lista
- Ghána (monarchia)
- Aranypart 1957. március 6-án nyerte el függetlenségét.
  - Uralkodó – II. Erzsébet Ghána királynője (1957–1960)
  - Főkormányzó – 
    1. Sir Charles Noble Arden-Clarke, Aranypart kormányzója (1949–1957), Ghána főkormányzója (1957)
    2. William Hare, (1957–1960)

  - Kormányfő – Kwame Nkrumah (1952–1960), lista
- Libéria (köztársaság)
  - Államfő – William Tubman (1944–1971), lista
- Líbia (monarchia)
  - Uralkodó – I. Idrisz király (1951–1969)
  - Kormányfő – 
    1. Musztafa Ben Halim (1954–1957)
    2. Abdul Madzsíd Kubar (1957–1960), lista
- Marokkó (alkotmányos monarchia)
  - Uralkodó – V. Mohammed király (1955–1961)
  - Kormányfő – Mbarek Bekkai (1955–1958),[6] lista
- Szudán (köztársaság)
  - Államfő – Függetlenségi Tanács, (1956–1958), lista
  - Kormányfő – Abdallah Khalil (1956–1958), lista
- Tunézia (monarchia)
- A Tunéziai Királyságot 1957. július 25-én felváltotta a Tunéziai Köztársaság.
  - Uralkodó – Mohamed király (1943–1957)[7]
  - Államfő – Habib Burgiba (1957–1987), lista
  - Kormányfő – Habib Burgiba (1956–1957), lista

## Dél-Amerika
- Argentína (köztársaság)
  - Államfő – Pedro Eugenio Aramburu (1955–1958), lista
- Bolívia (köztársaság)
  - Államfő – Hernán Siles Zuazo (1956–1960), lista
- Brazília (köztársaság)
  - Államfő – Juscelino Kubitschek (1956–1961), lista
- Chile (köztársaság)
  - Államfő – Carlos Ibáñez del Campo (1952–1958), lista
- Ecuador (köztársaság)
  - Államfő – Camilo Ponce Enríquez (1956–1960), lista
- Kolumbia (köztársaság)
  - Államfő – 
    1. Gustavo Rojas Pinilla (1953–1957)
    2. Gabriel París Gordillo (1957–1958), a katonai junta elnöke, lista
- Paraguay (köztársaság)
  - Államfő – Alfredo Stroessner (1954–1989), lista
- Peru (köztársaság)
  - Államfő – Manuel Prado Ugarteche (1956–1962), lista
  - Kormányfő – Manuel Cisneros Sánchez (1956–1958), lista
- Uruguay (köztársaság)
  - Államfő – 
    1. Alberto Fermín Zubiría (1956–1957)
    2. Arturo Lezama (1957–1958), lista
- Venezuela (köztársaság)
  - Államfő – Marcos Pérez Jiménez (1952–1958), lista

## Észak- és Közép-Amerika
- Amerikai Egyesült Államok (köztársaság)
  - Államfő – Dwight D. Eisenhower (1953–1961), lista
- Costa Rica (köztársaság)
  - Államfő – José Figueres Ferrer (1953–1958), lista
- Dominikai Köztársaság (köztársaság)
  - De facto országvezető – Rafael Trujillo Molina (1930–1961)
  - Államfő – Héctor Trujillo (1952–1960), lista
- Salvador (köztársaság)
  - Államfő – José María Lemus (1956–1960), lista
- Guatemala (köztársaság)
  - Államfő – 
    1. Carlos Castillo Armas (1954–1957)
    2. Luis Arturo González López (1957), ügyvivő
    3. Óscar Mendoza Azurdia (1957), a Katonai Junta elnöke
    4. Guillermo Flores Avendaño (1957–1958), ügyvivő, lista
- Haiti (köztársaság)
  - Államfő – 
    1. Joseph Nemours Pierre-Louis (1956–1957), ideiglenes
    2. Franck Sylvain (1957), ideiglenes
    3. Léon Cantave (1957), a Katonai Junta elnöke
    4. a Kormány Végrehajtó Tanácsa (1957)
    5. Léon Cantave (1957), Haiti Hadserege törzsfőnöke
    6. Daniel Fignolé (1957), ideiglenes
    7. Antonio Thrasybule Kébreau (1957), Haiti Katonai Tanácsának elnöke
    8. François Duvalier (1957–1971), Haiti örökös elnöke, lista
- Honduras (köztársaság)
  - Államfő – 
    1. Katonai Kormányzat Tanácsa (1956–1957)
    2. Ramón Villeda Morales (1957–1963), lista
- Kanada (parlamentáris monarchia)
  - Uralkodó – II. Erzsébet királynő, Kanada királynője, (1952–2022)
  - Főkormányzó – Vincent Massey (1952–1959), lista
  - Kormányfő – 
    1. Louis St. Laurent (1948–1957)
    2. John Diefenbaker (1957–1963), lista
- Kuba (népköztársaság)
  - Államfő – Fulgencio Batista (1952–1959), lista
  - Miniszterelnök – 
    1. Jorge García Montes (1955–1957)
    2. Andrés Rivero Agüero (1957–1958), lista
- Mexikó (köztársaság)
  - Államfő – Adolfo Ruiz Cortines (1952–1958), lista
- Nicaragua (köztársaság)
  - Államfő – Luis Somoza Debayle (1956–1963), lista
- Panama (köztársaság)
  - Államfő – Ernesto de la Guardia (1956–1960), lista

## Ázsia
- Afganisztán (köztársaság)
  - Uralkodó – Mohamed Zahir király (1933–1973)
  - Kormányfő – Mohammed Daúd Khan (1953–1963), lista
- Bhután (abszolút monarchia)
  - Uralkodó – Dzsigme Dordzsi Vangcsuk király (1952–1972)
  - Kormányfő – Dzsigme Palden Dordzsi (1952–1964), lista
- Burma (köztársaság)
  - Államfő – 
    1. Ba U (1952–1957)
    2. Vin Maung (1957–1962), lista

  - Kormányfő – 
    1. Ba Szve (1956–1957)
    2. U Nu (1957–1958), lista
- Ceylon (alkotmányos monarchia)
  - Uralkodó – II. Erzsébet, Ceylon királynője (1952–1972)
  - Főkormányzó – Sir Oliver Ernest Goonetilleke (1954–1962), lista
  - Kormányfő – Szolomon Bandáranájaka (1956–1959), lista
- Fülöp-szigetek (köztársaság)
  - Államfő – 
    1. Ramon Magsaysay (1953–1957)
    2. Carlos P. Garcia (1957–1961), lista
- India (köztársaság)
  - Államfő – Radzsendra Praszad (1950–1962), lista
  - Kormányfő – Dzsaváharlál Nehru (1947–1964), lista
- Indonézia (köztársaság)
  - Államfő – Sukarno (1945–1967), lista
  - Kormányfő – 
    1. Ali Sastroamidjojo (1956–1957)
    2. Djuanda Kartawidjaja (1957–1959), lista

  -  Indonézia Iszlám Állam (el nem ismert szakadár állam)
    - Vezető – Sekarmadji Maridjan Kartosuwirjo (1949–1962), imám
- Irak (monarchia)
  - Uralkodó – II. Fejszál iraki király (1939–1958)
  - Kormányfő – 
    1. Nuri asz-Szaid (1954–1957)
    2. Ali Dzsavdat al-Ajjúbi (1957)
    3. Abdul-Vahab Mirdzsán (1957–1958), lista
- Irán (monarchia)
  - Uralkodó – Mohammad Reza Pahlavi sah (1941–1979)
  - Kormányfő – 
    1. Hoszejn Alá (1955–1957)
    2. Manuher Egbal (1957–1960), lista
- Izrael (köztársaság)
  - Államfő – Jichák Ben Cví (1952–1963), lista
  - Kormányfő – Dávid Ben-Gúrión (1955–1963), lista
- Japán (parlamentáris monarchia)
  - Uralkodó – Hirohito császár (1926–1989)
  - Kormányfő – 
    1. Tandzan Isibasi (1956–1957)
    2. Kisi Nobuszuke (1957–1960), lista
- Jemen (monarchia)
  - Uralkodó – Ahmed bin Jahia király (1955–1962)
- Jordánia (alkotmányos monarchia)
  - Uralkodó – Huszejn király (1952–1999)
  - Kormányfő – 
    1. Szulajman al-Nabulszi (1956–1957)
    2. Abdelhalim al-Nimr (1957)
    3. Huszajn al-Khalidi (1957)
    4. Ibrahim Hasem (1957–1958), lista
- Kambodzsa (monarchia)
  - Uralkodó – Norodom Szuramarit herceg (1955–1960), lista
  - Kormányfő – 
    1. Szam Jun (1956–1957)
    2. Norodom Szihanuk herceg (1957)
    3. Szim Var (1957–1958), lista
- Kína (népköztársaság)
  - A kommunista párt főtitkára – Mao Ce-tung (1935–1976), főtitkár
  - Államfő – Mao Ce-tung (1949–1959), lista
  - Kormányfő – Csou En-laj (1949–1976), lista
- Dél-Korea (köztársaság)
  - Államfő – Li Szin Man (1948–1960), lista
- Észak-Korea (népköztársaság)
  - A kommunista párt főtitkára – Kim Ir Szen (1948–1994), főtitkár, országvezető
  - Államfő – 
    1. Kim Dubong (1947–1957)[8]
    2. Coj Jen Gen (1957–1972), Észak-Korea elnöke

  - Kormányfő – Kim Ir Szen (1948–1972), lista
- Laosz (monarchia)
  - Uralkodó – Sziszavangvong király (1946–1959)[9]
  - Kormányfő – Szuvanna Phuma herceg (1956–1958), lista
- Libanon (köztársaság)
  - Államfő – Camille Chamoun (1952–1958), lista
  - Kormányfő – Szami asz-Szolh (1956–1958), lista
- Malaja (parlamentáris monarchia)
- 1957. augusztus 31-én nyerte el függetlenségét.
  - Főbiztos – Sir Donald MacGillivray (1954–1957)
  - Uralkodó – Tuanku Abdul Rahman szultán (1957–1960)
  - Kormányfő – Tunku Abdul Rahman (1955–1970), lista
- Maszkat és Omán (abszolút monarchia)
  - Uralkodó – III. Szaid szultán (1932–1970)
- Mongólia (népköztársaság)
  - A kommunista párt vezetője – Dasiin Damba (1954–1958), Mongol Forradalmi Néppárt Központi Bizottságának főtitkára
  - Államfő – Dzsamcarangín Szambú (1954–1972), Mongólia Nagy Népi Hurálja Elnöksége elnöke, lista
  - Kormányfő – Jumdzságin Cedenbál (1952–1974), lista
- Nepál (alkotmányos monarchia)
  - Uralkodó – Mahendra király (1955–1972)
  - Kormányfő – 
    1. Tanka Praszad Acsarja (1956–1957)
    2. Kunvar Inderdzsit Szing (1957–1958), lista
- Pakisztán (köztársaság)
  - Államfő – Iskander Mirza (1955–1958)[10]
  - Kormányfő –
    1. Huszejn Szahíd Szuhravardi (1956–1957)
    2. Ibrahim Iszmail Csundrigar (1957)
    3. Feroz Khan Noon (1957–1958), lista
- Szaúd-Arábia (abszolút monarchia)
  - Uralkodó – Szaúd király (1953–1964)
  - Kormányfő – Fejszál koronaherceg (1954–1960)
- Szíria (köztársaság)
  - Államfő – Sukri al-Kuvatli (1955–1958), lista
  - Kormányfő – Szabri al-Asszali (1956–1958), lista
- Tajvan (köztársaság)
  - Államfő – Csang Kaj-sek (1950–1975), lista
  - Kormányfő – Ju Hungcsun (1954–1958), lista
- Thaiföld (parlamentáris monarchia)
  - Uralkodó – Bhumibol Aduljadezs király (1946–2016)
  - Kormányfő – 
    1. Plaek Phibunszongkhram (1948–1957)
    2. Pote Szaraszin (1957–1958), lista
- Törökország (köztársaság)
  - Államfő – Celal Bayar (1950–1960), lista
  - Kormányfő – Adnan Menderes (1950–1960), lista
- Dél-Vietnám
  - Államfő – Ngô Đình Diệm (1955–1963), lista
- Észak-Vietnam
  - A kommunista párt főtitkára – Ho Si Minh (1956–1960), főtitkár
  - Államfő – Ho Si Minh (1945–1969), lista
  - Kormányfő – Phạm Văn Đồng (1955–1987),[11] lista

## Óceánia
- Ausztrália (parlamentáris monarchia)
  - Uralkodó – II. Erzsébet királynő, Ausztrália királynője, (1952–2022)
  - Főkormányzó – Sir William Slim (1953–1960), lista
  - Kormányfő – Sir Robert Menzies (1949–1966), lista
- Új-Zéland (parlamentáris monarchia)
  - Uralkodó – II. Erzsébet királynő, Új-Zéland királynője (1952–2022)
  - Főkormányzó – 
    1. Sir Willoughby Norrie (1952–1957)
    2. Sir Harold Eric Barrowclough (1957)
    3. Charles Lyttelton (1957–1962), lista

  - Kormányfő – 
    1. Sidney Holland (1949–1957)
    2. Keith Holyoake (1957)
    3. Walter Nash (1957–1960), lista